# Viking Gdynia
 (août 2023).
Le Viking Gdynia, était un club polonais de basket-ball issu de la ville de Gdynia. Le club appartenait à la Dominet Bank Ekstraliga soit le plus haut niveau du championnat polonais.

## Entraîneurs successifs
- Depuis ? : Adam Prabucki